# Novgorods belejring 1611
Belejringen af Novgorod 1611 var den belejring eller det stormangreb, også kaldet Erobringen af Novgorod, af den russiske by Novgorod, som fandt sted under Den ingermanlandske krig 1611. Efter tre dage var byen erobret af svenskerne.

## Baggrund
Sygdom hærgede i den svenske hær, og De la Gardie måtte handle hurtigt. Han vendte sig mod Novgorod for at indlede et angreb. Byen havde da 30.000 indbyggere og var delt i to dele. På den vestre side af floden Volkhov lå Sofiastaden og på den østre handelssiden. Omkring byen fandtes en mur, og midt i byen på Sofiastadens side lå et befæstet slot. Den svenske hær bestod af 4.000 mand. De fleste var lejeknægte fra blandt andet England, Skotland, Frankrig, Schweiz og Tyskland.

## Forløb
Svenskerne gjorde en skinmanøvre, hvilket fik russerne til at tro, at angrebet skulle komme på handelssiden. De la Gardie vandt hermed tid til at forberede angrebet mod Sofiastaden. Svenskerne havde intet artilleri men måtte bruge petarder (små bomber) for at sprænge portene. Natten til den 16. juli 1611 angreb oberst Hans von Reckenberger fra vestre bred med bemandede både. De sprængte en port og en bid af muren. Andre tropper rykkede frem og rensede åbningen, og dele af Evert Horns kavalleriregiment red gennem åbningen. De rensede de nærmeste gader for russisk modstand. Efter kort tid kunne yderligere en port sprænges, og svenskerne kunne nu opstille i slagordning inde i byen.
Russiske kosakker begyndte nu at ride over til Handelssiden over en bro, som gik bag slottet. Mange mennesker blev trampet ihjel af kosakkernes heste. Den nordvestlige bydel sattes i brand. Svenskerne rensede videre og havde snart omringet slottet; da de næste dag forberedte sig til at sprænge slotsporten, gav russerne op.

## Resultat
Efter belejringen fik Sverige et stort overtag i den ingermanlandske krig. Et senere forsøg på at indtage byen Pskov på samme måde mislykkedes.
58°31′16″N 31°16′33″Ø / 58.52099°N 31.27579°Ø